# Patof dans la baleine
Albums de Patof
Patof chez les coupeurs de têtes
(1972) Patof chez les petits hommes verts
(1972)
Patof dans la baleine est un album de contes de Patof, commercialisé en 1972.
Il s'agit du quatrième album de la série Patof, il porte le numéro de catalogue PA 303 (CT 38766/7).
Le clown Patof est un personnage de la populaire série télévisée québécoise pour enfants Le cirque du Capitaine, il est personnifié par Jacques Desrosiers.

## Composition
« "L'histoire se répète", dit-on.  Mais avec Patof, ça ne finit pas de la même façon. Vous comprendrez mieux Jonas et vous découvrirez l'effet magique que Patof exerce sur tous les êtres vivants. »
Les textes sont de Gilbert Chénier et les effets sonores sont assurés par Roger Giguère.
Les cinq contes Patof chez les esquimaux, Patof chez les coupeurs de têtes, Patof dans la baleine, Patof chez les petits hommes verts et Patof chez les cowboys sont parus simultanément le 29 octobre 1972.

## Pochette
Patof apparaît au recto de la pochette devant la baleine du Parc Lafontaine à Montréal.

## Réception
L'album fait son entrée sur les palmarès de vente en décembre 1972 sans spécification de la position atteinte.
En décembre 1972, on remet à Jacques Desrosiers un disque Disque d'argent Patof en Russie en hommage à Radiomutuelle pour souligner sa promotion exceptionnelle ayant contribué à la vente de 100 000 disques des six albums de contes de Patof (Patof en Russie, Patof chez les esquimaux, Patof chez les coupeurs de têtes, Patof dans la baleine, Patof chez les petits hommes verts et Patof chez les cowboys).

## Titres
| 1. | Patof dans la baleine – 1re partie | Gilbert Chénier |  |

| 2. | Patof dans la baleine – 2e partie | Gilbert Chénier |  |

## Crédits
- Texte : Gilbert Chénier
- Bruiteur : Roger Giguère
- Production : Yves Martin
- Promotion : Jean-Pierre Lecours
- Cover design : Denis Sarrazin
- Photos : Louis Beshara